# 近藤謙三郎
近藤 謙三郎（こんどう けんざぶろう、1897年 - 1975年）は、日本の都市計画家。道路技術者。高知県生まれ。

## 人物
高知県安芸町（現・安芸市）で生まれる。1921年、東京帝国大学工学部土木工学科卒業。東京市道路局に入り、銀座通りの改修工事に従事し、その舗装に日本初の木煉瓦を使う。
その後帝都復興院勤務を経て、内務省都市計画東京地方委員会技師となる。西新宿、新宿西口の専売公社淀橋工場跡地移転後の都市計画において、超過収用型の都市計画事業を成功させる。
1933年、満州国民政部の初代都市計画課長（民政部都邑科長）に転ずる。　1939年、満州国政府直轄の大東港建設局に副局長として転じ、鴨緑江河口港の大東港と人口100万の工業都市安東の建設責任者となる。1941年には、建設局の初代局長となる。
1946年に引揚後、全国道路利用者会議事務局長、日本道路協会常務理事を長くつとめる。そのほか、都心のスカイウェイ構想を提案し、また浜松への遷都論を展開した。1951年からは首都建設委員会事務局長をつとめ、高速道のノンクロスロード案を提示。1953年高速道路規格調査委員会委員を歴任する。1967年からは東急道路株式会社代表取締役社長に就任。
道路の宣伝普及にあたるとともに、戦後間もなく首都圏の交通問題、とくに地下鉄と道路のいずれに重点を置いて開発すべきかの問題が起こったとき、高速道路論を主張するとともに、東海道弾丸道路の提案など、高速道路の建設構想を示す。
道路協会事務局長時代、アメリカの例にならってガソリン税の道路整備財源を陳情し、議員立法制定と道路整備5箇年計画策定に導く。
なお、杉並区に現存した自邸「近藤邸」は宮崎駿著書「トトロの住む家」で紹介され、2009年に一般公開される予定であったが、火災で焼失した。その後宮崎駿がスケッチデザインを製作、それをもとに区立公園「Aさんの庭」が開園。

## 栄典
- 1930年（昭和5年）12月5日 - 帝都復興記念章[1]

## 著書
- 『一里塚　道路・交通の論文集』（1964年）
- 『道路の近代化と国民生活の向上-東急ターンパイクの社会的意義』（1955年）
- 『新首都建設の提唱』 公共建築 5巻3号 1962年12月

（論文）
- 『高層建築物後退規定の提唱』(都市計画叢書第9号、都市研究会)
- 『交通事故死考 悪路追放、その外に交通安全の決め手はない』（道路, 1968年3月号）
- 『新道路5ヵ年計画の効果と分析 さらに今後に期待する道路財政』（道路 (315), 27-30, 1967-05月号）
- 『有料道路経営のプール制は是か非か』（道路, 1965-03月号）
- 『道路財政考』（道路, 1964-01月号）
- 『道路整備のビジョンを高めよ』（道路, 1963-05月号）
- 『長期道路計画の規模』（道路, 1962-05月号）
- 『首都交通の行方』（道路, 1961-03月～7月号）
- 『都市交通問題に都心計画への新提案-「南阿連邦都市計画並びにトラフィック・エンジニアリングコンサルタント」』（バックハウス W. を翻訳、新都市 1959-07月号）
- 『道路投資効率論』（道路、1956-04、5月号）
- 『カラカス"Autopisua",モンブラン道路トンネル』（道路、1955-09月号）
- 『高速道路の世界情勢』（道路, 1954-02月号）
- 『高速道路規格調査委員会報告』（都市計画, 1953-03月号）
- 『ガソリン目的税と明日』（道路, 1953-03月号）
- 『弾丸道路とその採算』（道路, 1953-03月号）
- 『高速道路規格調査委員会報告』（都市計画, 1953-01月号）
- 『ガソリン狂躁曲-目的税と道路史の金字塔』（建設月報, 1953-02月号）
- 『地下鉄対高速道路の問題-清水氏の誤解をとく』（土木学会誌, 1951-03月号）
- 『ガソリン目的税について-特に財務当局に訴う』（建設月報 , 1951-09月号）
- 『高速道路の建設を急げ』（土木学会誌, 1950-11月号）
- 『道路交通能力論-都市交通の行詰りと其の対策-』（道路, 1950-07月号）
- 『道路交通能力論-都市交通の行詰りと其の対策-』（道路, 1950-06、7月号）
- 『道路改良の根本策-道路関係者の日記-』（道路, 1950-03月号）
- 『道路計画と用地の保有-道路法改正に際して』（道路, 1949-04月号）
- 『新しい都市の構成』（新都市, 1949-06～9月号）